# Ескадрені міноносці типу «Югумо»
Ескадрені міноносці типу «Югумо» (яп. 夕雲型駆逐艦, Yūgumo-gata kuchikukan) — ескадрені міноносці Імперського флоту Японії періоду Другої світової війни.

## Конструкція
Ескадрені міноносці типу «Югумо» замовлялись за програмами будівництва флоту 1939 і 1941 років. Вони були подальшим розвитком типу «Кагеро». Але на відміну від попередників, «Югумо» мали більший корпус. Силова установка складалась з двох парових машин загальною потужністю 52 000 к.с., що забезпечували швидкість 35,5 вузла.
Озброєння залишилось таким самим — шість 127-мм гармат у трьох спарених установках «Тип D», розміщених у баштах. Установки мали кут нахилу 75°, що теоретично дозволяло використовувати їх у боротьбі проти літаків. Але їхня низька скорострільність, повільна швидкість переміщення та відсутність будь-якої системи керування вогнем під великим кутом виявила їхню неефективність як зенітних гармат.
На перших кораблях були встановлені чотири 25-мм зенітні автомати, розміщені у двох спарених установках. Кількість зенітних установок постійно збільшували, довівши їх число до 28. На деяких кораблях замість кормової установки «Типу D» встановили спарену 127-мм/40 установку «Тип 89», яка мала вищу скорострільність і більші кути нахилу.
Торпедно-мінне озброєння складалося з восьми 610-мм торпедних апаратів, розміщених у двох 4-трубних установках. Кожна труба мала по одній торпеді для перезаряджання. Також були встановлені 2 бомбомети із запасом у 36 глибинних бомб.
З 1943 року на вже збудованих кораблях встановлювали радар «Тип 22». На кораблях, які були в процесі будівництва, цей радар ставився від початку.

## Представники
| Назва     | Верф                       | Закладений             | Спущений на воду      | Вступив у стрій        | Доля                                                                          |
| --------- | -------------------------- | ---------------------- | --------------------- | ---------------------- | ----------------------------------------------------------------------------- |
| Югумо     | Верф ВМФ у Майдзуру        | 2 червня 1940 року     | 16 березня 1941 року  | 5 грудня 1941 року     | Потоплений 6 жовтня 1943 року в бою біля Велья-Лавелья                        |
| Макігумо  | Верф «Фуджінагата» в Осаці | 13 грудня 1940 року    | 5 листопада 1941 року | 14 березня 1942 року   | Підірвався на міні та затонув 2 лютого 1943 року біля Гуадалканалу            |
| Кадзагумо | Верф «Uraga Dock»          | 23 грудня 1940 року    | 26 вересня 1941 року  | 28 березня 1942 року   | Потоплений 8 червня 1944 року на виході із затоки Давао                       |
| Наганамі  | Верф «Фуджінагата» в Осаці | 5 квітня 1941 року     | 5 березня 1942 року   | 30 червня 1942 року    | Потоплений 11 листопада 1944 року в затоці Ормок                              |
| Макінамі  | Верф ВМФ у Майдзуру        | 11 квітня 1941 року    | 27 грудня 1941 року   | 8 серпня 1942 року     | Потоплений 25 листопада 1943 року в бою у мису Сент-Джордж                    |
| Таканамі  | Верф «Uraga Dock»          | 29 травня 1941 року    | 16 березня 1942 року  | 31 серпня 1942 року    | Потоплений 30 листопада 1942 року в бою біля Тассафаронга                     |
| Онамі     | Верф «Фуджінагата» в Осаці | 15 листопада 1941 року | 13 серпня 1942 року   | 29 грудня 1942 року    | Потоплений 25 листопада 1943 року в бою у мису Сент-Джордж                    |
| Кійонамі  | Верф «Uraga Dock»          | 15 жовтня 1941 року    | 17 серпня 1942 року   | 25 січня 1943 року     | Потоплений 20 липня 1943 при поверненні з Нової Джорджії                      |
| Таманамі  | Верф «Фуджінагата» в Осаці | 16 березня 1942 року   | 20 грудня 1942 року   | 30 квітня 1943 року    | Потоплений 7 липня 1944 року в Південнокитайському морі                       |
| Судзунамі | Верф «Uraga Dock»          | 27 березня 1942 року   | 26 грудня 1942 року   | 27 липня 1943 року     | Потоплений 11 листопада 1943 року поблизу Рабаула                             |
| Фуджінамі | Верф «Фуджінагата» в Осаці | 25 серпня 1942 року    | 20 квітня 1943 року   | 31 липня 1943 року     | Потоплений 27 жовтня 1944 року у внутрішній частині Філіппінського архіпелагу |
| Хаянамі   | Верф ВМФ у Майдзуру        | 15 січня 1942 року     | 19 грудня 1942 року   | 31 липня 1943 року     | Потоплений 7 червня 1944 року біля Таві-Таві                                  |
| Хаманамі  | Верф ВМФ у Майдзуру        | 28 квітня 1942 року    | 18 квітня 1943 року   | 15 жовтня 1943 року    | Потоплений 11 листопада 1944 року в затоці Ормок                              |
| Окінамі   | Верф ВМФ у Майдзуру        | 5 серпня 1942 року     | 18 липня 1943 року    | 10 грудня 1943 року    | Потоплений 13 листопада 1944 року в Манільській бухті                         |
| Кісінамі  | Верф «Uraga Dock»          | 29 серпня 1942 року    | 19 серпня 1943 року   | 3 грудня 1943 року     | Потоплений 4 грудня 1944 року в Південнокитайському морі                      |
| Асасімо   | Верф «Фуджінагата» в Осаці | 21 січня 1943 року     | 18 липня 1943 року    | 27 листопада 1943 року | Потоплений 7 квітня 1945 року у Східнокитайському морі                        |
| Хаясімо   | Верф ВМФ у Майдзуру        | 20 січня 1943 року     | 20 жовтня 1943 року   | 20 лютого 1944 року    | Потоплений 26 жовтня 1944 року у внутрішній частині Філіппінського архіпелагу |
| Акісімо   | Верф «Фуджінагата» в Осаці | 3 травня 1943 року     | 5 грудня 1943 року    | 11 березня 1944 року   | Потоплений 13 листопада 1944 року в Манілі                                    |
| Кійосімо  | Верф «Uraga Dock»          | 16 березня 1943 року   | 29 лютого 1944 року   | 15 травня 1944 року    | Потоплений 27 грудня 1944 року в Південнокитайському морі                     |